# Transporter ABC
Transporter ABC (od ang. ATP-binding cassette transporter) – białko mające kasetę wiążącą adenozyno-5′-trifosforan (ATP). Energia uwalniana przez nie w wyniku hydrolizy ATP jest wykorzystywana do przemieszczania różnego rodzaju substratów przez błonę lub do procesów niezwiązanych z transportem, jak translacja RNA i naprawa DNA. Białka te występują u wszystkich grup organizmów (od prokariontów do Homo sapiens).

## Działanie
Transportery ABC wykorzystują energię pochodzącą z hydrolizy ATP w celu przetransportowania substratów poprzez błonę. Dzieli się je na trzy główne kategorie funkcjonalne. U prokariontów tak zwane importery biorą udział w pobieraniu składników odżywczych do wnętrza komórki. Substancje, które mogą być transportowane obejmują jony, białka, peptydy, cukry oraz inne cząstki, głównie hydrofilowe. Jak dotąd (2009) nie zaobserwowano importerów typu ABC u organizmów eukariotycznych. Drugą grupę funkcjonalną stanowią eksportery, występujące zarówno u prokariontów, jak i u eukariontów, które działają głównie jako białka usuwające z komórki substancje toksyczne. U bakterii Gramm-ujemnych eksportery transportują także lipidy i polisacharydy z cytoplazmy do przestrzeni peryplazmatycznej. Do trzeciej grupy zalicza się białka nie będące transporterami, lecz zaangażowane w procesy translacji i naprawy DNA.

## Prokariotyczne białka ABC
Bakteryjne transportery ABC są niezbędne dla ich życia i patogenności. Przykładowo, pobór żelaza jest niezbędnym czynnikiem wirulencji. Patogeny używają sideroforów w celu wyłapania żelaza skompleksowanego z białkami wiążącymi żelazo lub erytrocytami. Substancje o wysokim powinowactwie do żelaza są wydzielane przez bakterie, które następnie pochłaniają kompleksy żelazo-siderofor.
Innymi czynnikami wirulencji są białka występujące u Agrobacterium tumefaciens kodowane przez geny chvE-gguAB i będące importerami glukozy i galaktozy.
Eksportery ABC są niezbędne do transportu składników zewnętrznej części komórki (np.polisacharydów, kwasu tejchojowego), białek zaangażowanych w patogenezę (hemolizyn, białek wiążących hem ), czynników kompetencji, lantybiotyków, bakteriocyn, antybiotyków i sideroforów.
Odgrywają one także ważną rolę w szlakach biosyntetycznych, na przykład zewnątrzkomórkowej syntezie polisacharydów i biogenezie cytochromów.

## Eukariotyczne białka ABC
Większość eukariotycznych białek ABC jest eksporterami, jednakże część z nich nie jest bezpośrednio zaangażowana w transport substratów. Przykładami mogą być białka CFTR (cystic fibriosis transmembrane regulator) oraz SUR (sulfonylurea receptor), które są regulatorami kanałów jonowych.
U ludzi mutacje w genach kodujących białka ABC mogą prowadzić do chorób takich jak: mukowiscydoza (cystic fibrosis), adrenoleukodystrofia, choroba tangierska, choroba Stargardta (Fundus flavimaculatus), cholestaza, choroba Grönblada–Strandberga (Pseudoxanthoma elasticum), hiperplazja, rodzinna hypoapoproteinemia, barwnikowe zwyrodnienie siatkówki (Retinitis pigmentosa) i inne.
Za największe znane białko rodziny transporterów ABC uznaje się ABCA13.

## Budowa

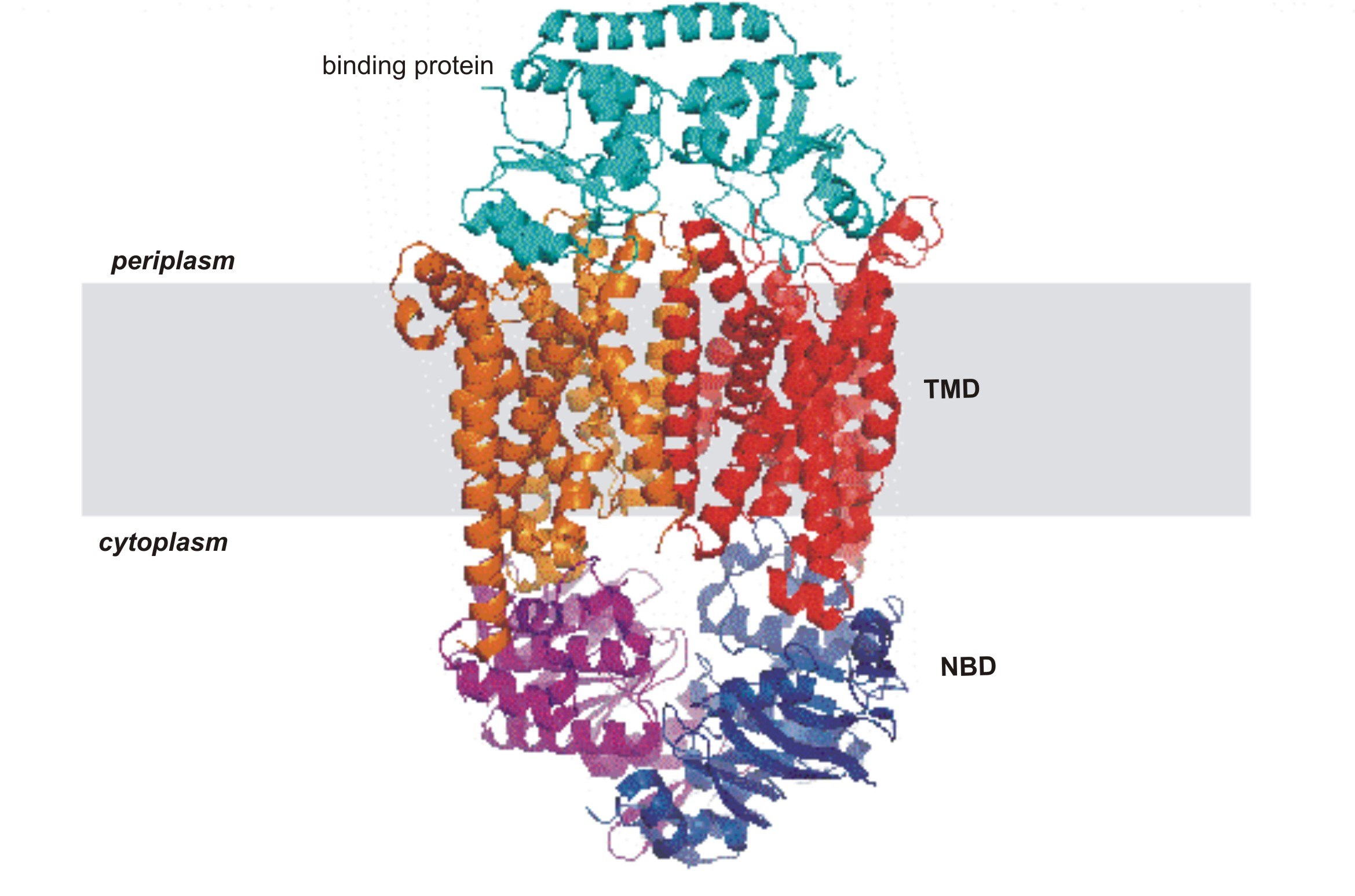
Budowa importera ABC: Kompleks BtuCD z białkiem wiążącym. BtuCD jest transporterem ABC przenoszącym witaminę B12 od peryplazmatycznego białka wiążącego do cytoplazmy w pałeczce okrężnicy.

Wspólną cechą transporterów ABC jest posiadanie domeny przezbłonowej (TMD, transmembrane domain) oraz domeny wiążącej ATP (NBD, nucleotide-binding domain). Rejon przezbłonowy składa się z helis alfa i jest odpowiedzialny za wiązanie transportowanego substratu. W przypadku większości eksporterów N-końcowa domena przezbłonowa i C-końcowa domena ABC są połączone w jeden łańcuch polipeptydowy tworząc układ TMD-NBD-TMD-NBD (np. eksporter Hyl B pochodzący z pałeczki okrężnicy). Importery posiadają natomiast odwróconą organizację (NBD-TMD-NBD-TMD) – w tym wypadku domena wiążąca ATP posiada lokalizację N-końcową. Przykładem może być tutaj białko Mac B z pałeczki okrężnicy odpowiedzialne za oporność bakterii na makrolidy.